# Airbox
Die Airbox (deutsch: Luftfilterkasten) ist das Gehäuse im Ansaugsystem eines Verbrennungsmotors, der in der Regel zusammen mit Einzeldrossel- oder Flachschieberanlagen verwendet wird. So wird die Luft beruhigt und geleitet. Die Airbox ist eine zentrale Komponente der Ansaugluftführung.
Sie dient auch als Ansauggeräuschdämpfer. Die Airbox ermöglicht es zudem, nur noch einen anstatt mehrerer Luftfilter einzubauen.

## Formel 1
Bei Formel-1-Wagen befindet sich ihre Öffnung an der Vorderseite der Motorabdeckung über dem Kopf des Fahrers. Dort wird am ehesten kalte Luft angesaugt und es ergibt sich ein Ram-Air-Effekt, wodurch es in der Saugmotor-Ära möglich war, die Leistung des Motors zu erhöhen. In der Ära der Turbomotoren in den 1980er Jahren wurde weitgehend auf die Verwendung von Airboxen verzichtet. Turbomotoren sind nicht darauf angewiesen, durch eingesaugte Luft eine Motoraufladung zu erzeugen; sie werden stattdessen mithilfe ihrer eigenen Abgase aufgeladen. Für die seit 2014 verwendeten Turbomotoren wird dennoch eine Airbox verwendet. Auf diese Weise wird eine geringere Menge Abgase zur Aufladung des Motors benötigt, was wiederum zur Folge hat, dass für die Energierückgewinnung (ERS-H) mehr Abgase zur Verfügung stehen und somit eine zusätzliche Leistungssteigerung ermöglicht wird. Der Luftstrom wird zudem zur Kühlung der Motorkomponenten genutzt.

## Abbildungen

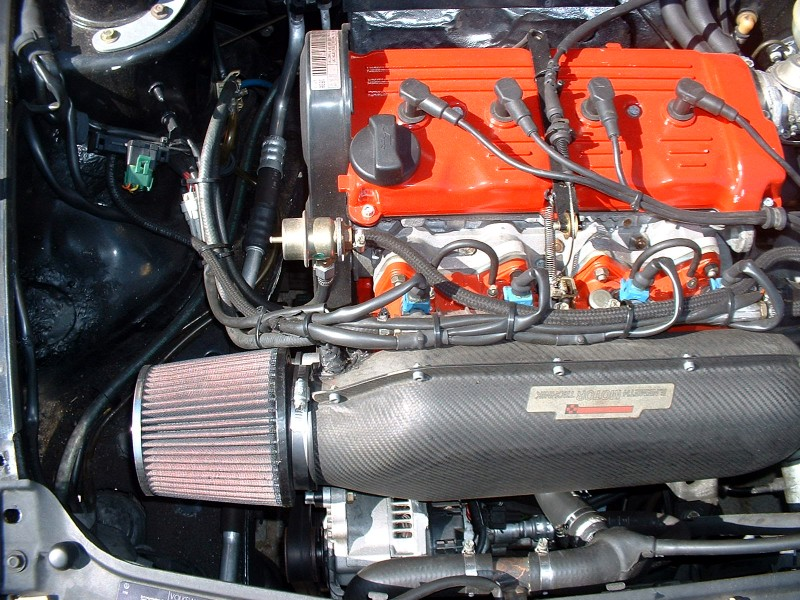
In einem VW 2-l-16-V eingebaute Airbox in Verbindung mit Einzeldrosselklappen. Der Luftfilter wurde direkt an der Airbox montiert.
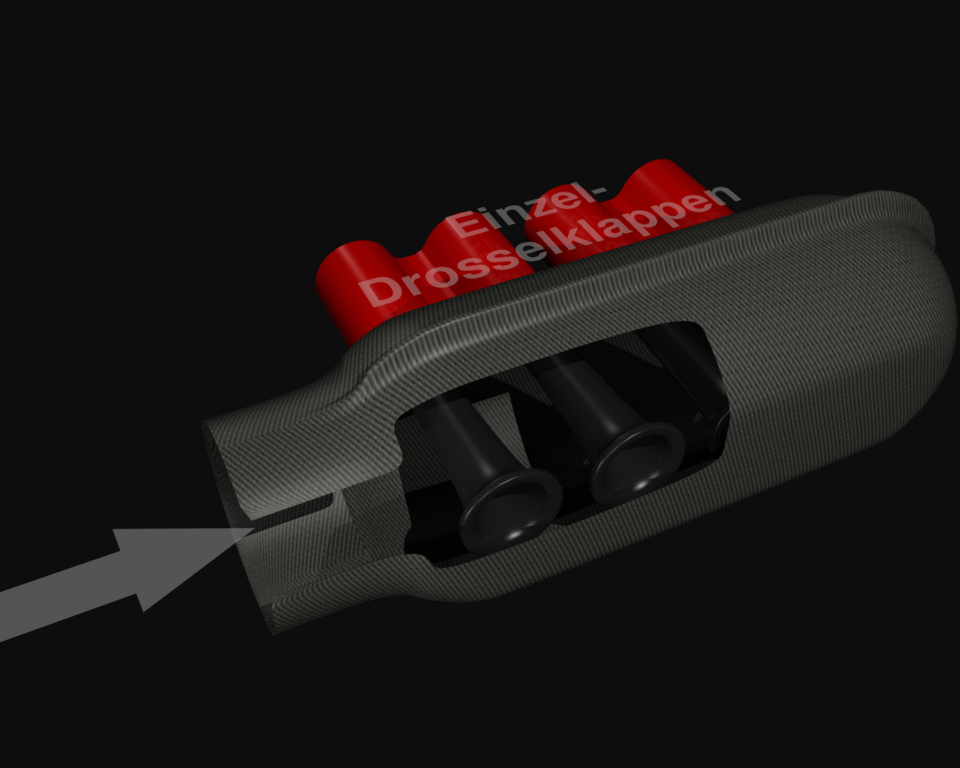
Schematischer Querschnitt durch die links gezeigte Airbox. Die Airbox wurde im Inneren mit Trichtern versehen, die sich frei im Luftstrom der Airbox befinden, und durch die die Leistung in einem bestimmten Drehzahlbereich optimiert werden kann. Je nach Volumen und vorhandener Luft der Airbox kann ein kurzer Ladeeffekt beim Öffnen der Drosselklappen entstehen.
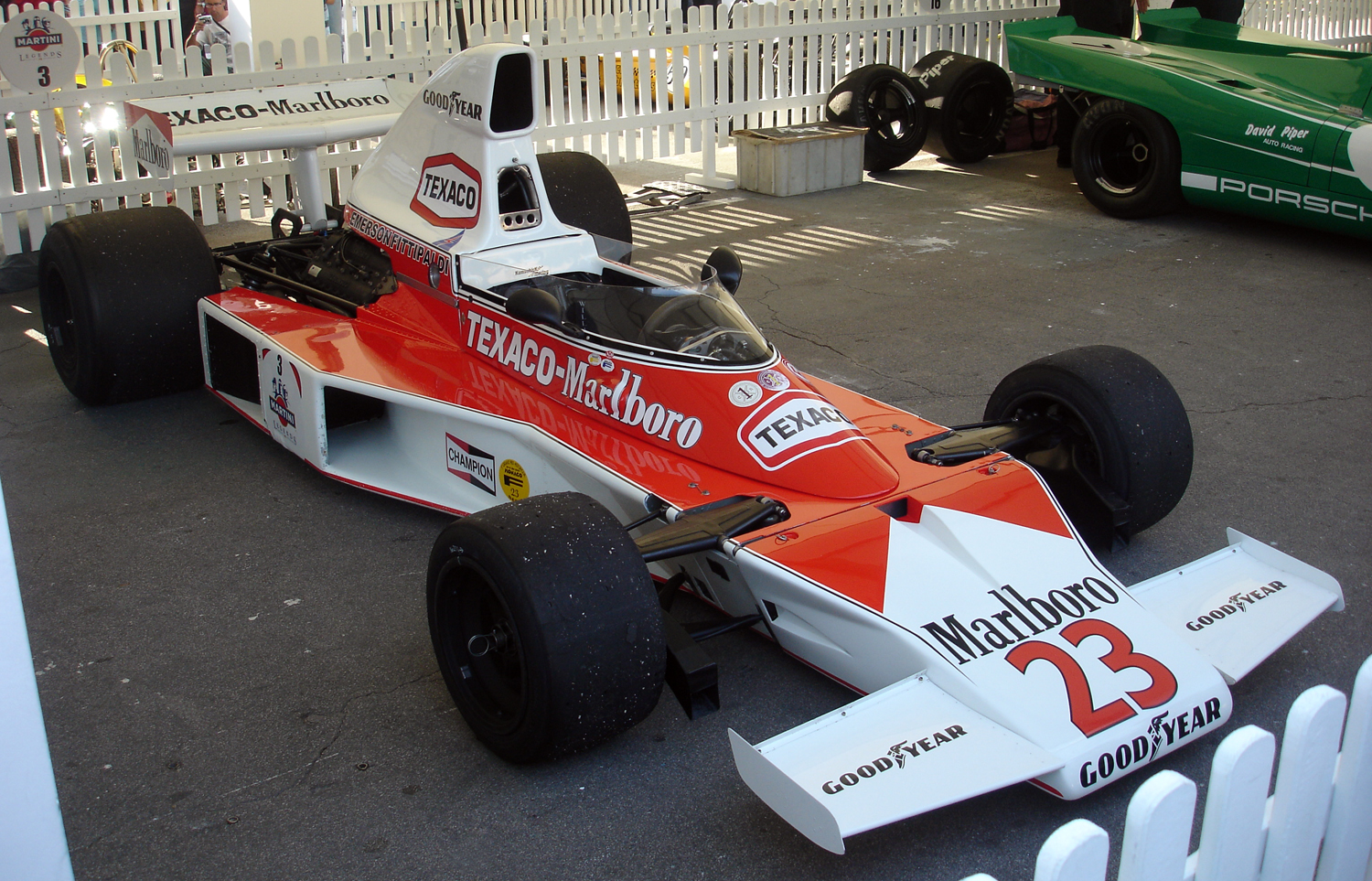
McLaren M23 mit gut sichtbarer Airbox.
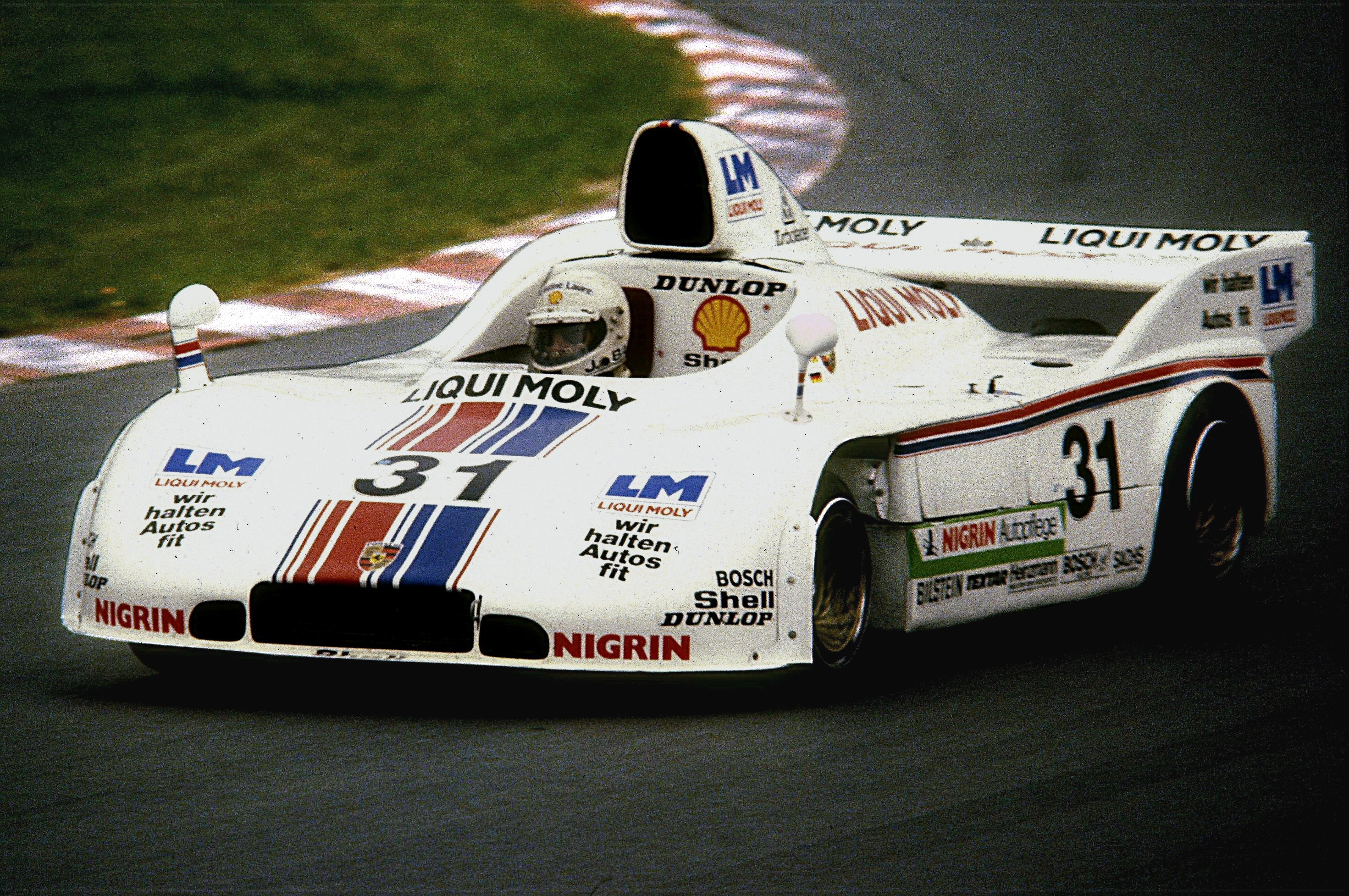
Auffällige Airbox eines Porsche 908/3.
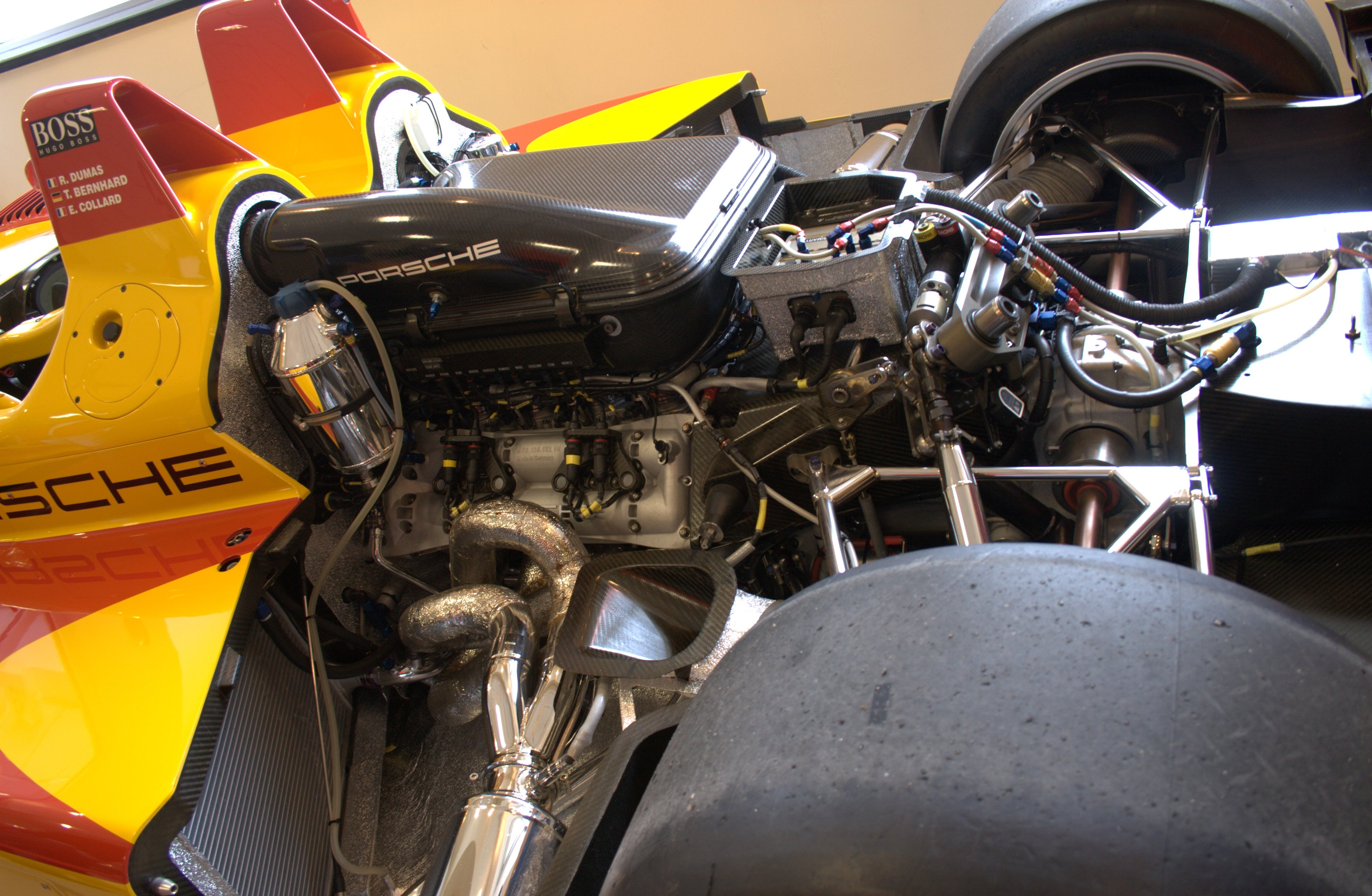
Der 3,4-l-V8-Motor des Porsche RS Spyder. Gut zu erkennen sind die Airbox (oben links, mit „PORSCHE“-Schriftzug), das Getriebe vom Typ GR6 und die Querlenker sowie die beiden Antriebswellen.